# Lepanus loftyensis
Lepanus loftyensis là một loài bọ cánh cứng trong họ Bọ hung (Scarabaeidae).